# Ascotis albescens
Ascotis albescens là một loài bướm đêm trong họ Geometridae.